# Stefano Cusin
Stefano Cusin (Montréal, 28 ottobre 1968) è un allenatore di calcio ed ex calciatore italiano, commissario tecnico della nazionale comoriana.

## Biografia
Nato in Canada da genitori italiani, Cusin cresce in Francia imparando entrambe le lingue. Cusin ha due figli, Mirko e Marko, uno dei quali calciatore, anch'egli attaccante.

## Carriera
Inizia la sua carriera calcistica come giocatore tra Francia, Svizzera e Guadalupa, continuando fino al 1991. Successivamente arriva in Italia e per dodici anni allena le giovanili di vari club italiani: Nel 1996 allena il Fc Roanne - Riorge in Francia , dal 1997 è nello staff tecnico dell'Arezzo , nel 1998 è osservatore della Fiorentina e nella stagione 2002-2003 è al Montevarchi.
Nel biennio 2003-2004 allena la selezione Under-20 del Camerun e l'anno seguente firma per l'Acada Sports, club di prima divisione camerunense. Nel 2007 riceve l'incarico di direttore tecnico della Repubblica del Congo, con la responsabilità di tutte le selezioni della nazionale. Nella stagione 2008-2009 passa alla guida del Botev Plovdiv, in Serie A bulgara.
L'anno successivo si trasferisce in Libia, dove vince un campionato con l'Al Ittihad di Tripoli. Dal 2010 al 2014 diviene l'allenatore in seconda di Walter Zenga, seguendolo sempre nelle sue avventure in Arabia Saudita e negli Emirati Arabi Uniti: i due si erano conosciuti durante un'amichevole estiva nel 2008 ad Assisi tra il Botev Plovdiv guidato da Cusin e il Catania di Zenga.
La prima esperienza insieme a Zenga con l'Al-Nassr di Riyad si conclude nel dicembre 2010; la squadra in quel momento si trova in seconda posizione col migliore attacco del campionato. Nel gennaio 2011 i due tecnici vengono chiamati a Dubai per allenare l'Al-Nasr SC; la squadra conclude la stagione in seconda posizione, qualificandosi per la Champions League asiatica. Nel luglio 2011 ottiene il patentino da allenatore professionista di seconda categoria - UEFA A dopo aver fatto il corso a Coverciano.
Ad inizio 2013 Cusin firma un contratto con l'Al-Fujairah SC con l'obiettivo di ottenere la promozione alla massima serie degli Emirati Arabi Uniti. Per i primi cinque mesi Cusin lavora come direttore tecnico per il club; viene inoltre coinvolto nella strutturazione del club facendo scouting sia per il settore giovanile che per la prima squadra, creando la base per una formazione vincente. In nove mesi il club vince 17 delle 19 partite in programma, ottenendo la qualificazione per la finale di Coppa in Prima divisione. Al termine della stagione il club viene promosso in UAE Pro-League.
Nell'ottobre del 2013 si ricongiunge a Zenga per allenare l'Al-Jazira. In questa stagione il club si aggiudica la terza posizione in campionato (ad inizio incarico si trovava settima), qualificandosi per l'edizione 2014 dell'AFC Champions League, nella quale ottiene la seconda posizione nella fase a gironi, arrivando agli ottavi di finale dopo aver eliminato formazioni più quotate, come l'iraniana Esteghlal FC e l'Al Rayyan del Qatar.
Nel gennaio 2015 firma un contratto con l'Ahli al-Khalil di Hebron, in Palestina, diventando così il primo italiano ad allenare in Palestina; al primo anno vince la Coppa nazionale e la Coppa di Lega, guadagnandosi l'accesso alla Coppa dell'AFC per l'anno successivo. La Coppa di Lega conquistata nei primi mesi del 2015 è il primo titolo della società in 42 anni di storia. Il 7 agosto si gioca la Supercoppa di Palestina tra la squadra che ha vinto la Coppa e il campionato della Striscia di Gaza, ovvero l'Al-Ittihad Shejaia, e l'Ahli Al-Khalil, vincitore della Coppa di Palestina: la sfida, che avrebbe dovuto disputarsi il 5 agosto, è rinviata il 7 e finisce 0-0 all'andata disputatasi a Gaza. La partita di ritorno, che in origine doveva giocarsi il 9 agosto, è rinviata al 15: l'11 agosto, infatti, il club dell'Al-Ittihad Shejaia è bloccato al confine tra Israele e Palestina mentre si stava dirigendo a Hebron, sede dell'incontro di ritorno per la Supercoppa palestinese. Il 15 agosto, Cusin vince 2-1 la gara di ritorno, in due sfide definite "storiche". La squadra aggiunge alla propria bacheca anche la Super Coppa della West Bank, ottenendo così il quarto titolo in appena otto mesi di gestione, con l'accesso ai turni preliminari della Champions League asiatica. Dopo questo periodo con il club palestinese, l'allenatore decide di rassegnare le dimissioni per motivi personali. Il 19 ottobre 2015 inizia a Coverciano il corso UEFA PRO 2015-2016.
Dopo esserne stato il vice, il 22 febbraio 2016 diventa il nuovo tecnico dell'Al-Shaab al posto del dimissionario Walter Zenga.
Il 30 luglio 2016 il Wolverhampton annuncia l'ingaggio di Stefano Cusin come vice di Walter Zenga. Cusin firma un contratto che lo legherà ai Wolves fino al 30 giugno 2017. Durante lo svolgimento del campionato, Cusin lascia il suo ruolo, in accordo con il club, a seguito dell'esonero di Zenga.
Nel settembre 2016 Cusin ottiene la licenza UEFA Pro Master che lo abilita allenatore professionista di prima categoria. Il 4 luglio 2018 viene ingaggiato dalla Black Leopards, squadra sudafricana neopromossa nella massima serie.
Il 17 dicembre 2018 viene ingaggiato dai ciprioti del Ermis Aradippou, che si trovano all'ultimo posto della classifica, con il compito di ottenere la salvezza. Dal 2018 al 2019 allena nuovamente l'Ahli Al-Khalil, in Palestina.
Nel gennaio 2020 assume la guida dello Shahr Khodro, compagine iraniana che allena sino al settembre seguente.
Nell'ottobre del 2021, Cusin viene assunto come commissario tecnico della nazionale del Sudan del Sud, rivestendo così il suo primo incarico da selezionatore di una nazionale maggiore.
Il 2 ottobre 2023, viene ingaggiato ufficialmente come commissario tecnico della nazionale delle Comore.

## Statistiche

### Statistiche da allenatore

#### Nazionale
Statistiche aggiornate al 18 novembre 2024.
| Squadra       | Naz                      | dal               | al                | Record | Record | Record | Record | Record | Record | Record | Record     |
| Squadra       | Naz                      | dal               | al                | G      | V      | N      | P      | GF     | GS     | DR     | % Vittorie |
| ------------- | ------------------------ | ----------------- | ----------------- | ------ | ------ | ------ | ------ | ------ | ------ | ------ | ---------- |
| Sudan del Sud | Sudan del Sud (bandiera) | 28 settembre 2021 | 28 settembre 2023 | 14     | 4      | 2      | 8      | 13     | 26     | −13    | 28,57      |
| Comore        | Comore (bandiera)        | 2 ottobre 2023    | in carica         | 18     | 10     | 5      | 3      | 27     | 14     | +13    | 55,56      |
| Totale        | Totale                   | Totale            | Totale            | 32     | 14     | 7      | 11     | 40     | 40     | −0     | 43,75      |

#### Nazionale sudsudanese nel dettaglio
| 2022                 | Sudan del Sud        | Qual. Campionato delle nazioni africane 2024 | Secondo turno, non qualificato   | 2  | 0 | 1 | 1 | &0,00 | 0  | 5  | -5  |
| 2022                 | Sudan del Sud        | Qual. Coppa d'Africa 2023                    | 4º nel gruppo G, non qualificato | 4  | 2 | 0 | 2 | 50,00 | 6  | 6  | +0  |
| 2023                 | Sudan del Sud        | Qual. Coppa d'Africa 2023                    | 4º nel gruppo G, non qualificato | 4  | 1 | 0 | 3 | 25,00 | 4  | 9  | -5  |
| Dal 2021             | Sudan del Sud        | Amichevoli                                   |                                  | 4  | 1 | 1 | 2 | 25,00 | 3  | 6  | -3  |
| Totale Sudan del Sud | Totale Sudan del Sud | Totale Sudan del Sud                         | Totale Sudan del Sud             | 14 | 4 | 2 | 8 | 28,57 | 13 | 26 | -13 |

#### Panchine da commissario tecnico della nazionale sudsudanese
| Cronologia completa delle presenze e delle reti in nazionale ― Sudan del Sud | Cronologia completa delle presenze e delle reti in nazionale ― Sudan del Sud | Cronologia completa delle presenze e delle reti in nazionale ― Sudan del Sud | Cronologia completa delle presenze e delle reti in nazionale ― Sudan del Sud | Cronologia completa delle presenze e delle reti in nazionale ― Sudan del Sud | Cronologia completa delle presenze e delle reti in nazionale ― Sudan del Sud | Cronologia completa delle presenze e delle reti in nazionale ― Sudan del Sud | Cronologia completa delle presenze e delle reti in nazionale ― Sudan del Sud |
| Data                                                                         | Città                                                                        | In casa                                                                      | Risultato                                                                    | Ospiti                                                                       | Competizione                                                                 | Reti                                                                         | Note                                                                         |
| ---------------------------------------------------------------------------- | ---------------------------------------------------------------------------- | ---------------------------------------------------------------------------- | ---------------------------------------------------------------------------- | ---------------------------------------------------------------------------- | ---------------------------------------------------------------------------- | ---------------------------------------------------------------------------- | ---------------------------------------------------------------------------- |
| 6-10-2021                                                                    | El Jadida                                                                    | Sierra Leone                                                                 | 1 – 1                                                                        | Sudan del Sud                                                                | Amichevole                                                                   | Emmanuel Loki                                                                | Cap: P.Maker                                                                 |
| 12-10-2021                                                                   | El Jadida                                                                    | Gambia                                                                       | 2 – 1                                                                        | Sudan del Sud                                                                | Amichevole                                                                   | Dani Thon                                                                    | Cap: P.Maker                                                                 |
| 23-3-2022                                                                    | Gibuti                                                                       | Gibuti                                                                       | 2 – 4                                                                        | Sudan del Sud                                                                | Qual. Coppa d'Africa 2023                                                    | 2 Tito Okello 1 (rig.) Rashid Toha William Gama                              | Cap: P.Maker                                                                 |
| 27-3-2022                                                                    | Juba                                                                         | Sudan del Sud                                                                | 1 – 0                                                                        | Gibuti                                                                       | Qual. Coppa d'Africa 2023                                                    | Peter Chol                                                                   | Cap: P.Maker                                                                 |
| 4-6-2022                                                                     | Thiès                                                                        | Gambia                                                                       | 1 – 0                                                                        | Sudan del Sud                                                                | Qual. Coppa d'Africa 2023                                                    | -                                                                            | Cap: P.Maker                                                                 |
| 9-6-2022                                                                     | Entebbe                                                                      | Sudan del Sud                                                                | 1 – 3                                                                        | Guinea                                                                       | Qual. Coppa d'Africa 2023                                                    | autorete                                                                     | Cap: P.Maker                                                                 |
| 22-7-2022                                                                    | Addis Abeba                                                                  | Etiopia                                                                      | 0 – 0                                                                        | Sudan del Sud                                                                | Qual. Campionato delle nazioni africane 2024                                 | -                                                                            |                                                                              |
| 28-7-2022                                                                    | Entebbe                                                                      | Sudan del Sud                                                                | 0 – 5                                                                        | Etiopia                                                                      | Qual. Campionato delle nazioni africane 2024                                 | -                                                                            |                                                                              |
| 23-3-2023                                                                    | Brazzaville                                                                  | Rep. del Congo                                                               | 1 – 2                                                                        | Sudan del Sud                                                                | Qual. Coppa d'Africa 2023                                                    | Peter Chol Tito Okello                                                       | Cap: P.Maker                                                                 |
| 27-3-2023                                                                    | Dar es Salaam                                                                | Sudan del Sud                                                                | 0 – 1                                                                        | Rep. del Congo                                                               | Qual. Coppa d'Africa 2023                                                    | -                                                                            | Cap: R.Toha                                                                  |
| 14-6-2023                                                                    | Juba                                                                         | Sudan del Sud                                                                | 2 – 3                                                                        | Gambia                                                                       | Qual. Coppa d'Africa 2023                                                    | Valentino Kuach Yuel Peter Chol                                              | Cap: P.Maker                                                                 |
| 18-6-2023                                                                    | Il Cairo                                                                     | Egitto                                                                       | 3 – 0                                                                        | Sudan del Sud                                                                | Amichevole                                                                   | -                                                                            | Cap: P.Maker                                                                 |
| 8-9-2023                                                                     | Bamako                                                                       | Mali                                                                         | 4 – 0                                                                        | Sudan del Sud                                                                | Amichevole                                                                   | -                                                                            | Cap: P.Maker                                                                 |
| 12-9-2023                                                                    | Nairobi                                                                      | Kenya                                                                        | 0 – 1                                                                        | Sudan del Sud                                                                | Amichevole                                                                   | Tito Okello                                                                  | Cap: P.Maker                                                                 |
| Totale                                                                       |                                                                              | Presenze                                                                     | 14                                                                           |                                                                              | Reti                                                                         | 13                                                                           |                                                                              |

#### Nazionale comoriana nel dettaglio
| 2023           | Comore        | Qual. Mondiali 2026       | nel gruppo I                 | 2  | 2  | 0 | 0 | 100,00& | 5  | 2  | +3  |
| 2024           | Comore        | Qual. Mondiali 2026       | nel gruppo I                 | 2  | 1  | 0 | 1 | 50,00   | 3  | 2  | +1  |
| giu.-lug. 2024 | Comore        | Coppa COSAFA 2024         | 4°                           | 5  | 2  | 1 | 2 | 40,00   | 6  | 5  | +1  |
| set. 2024      | Comore        | Qual. Coppa d'Africa 2025 | 1º nel gruppo A, qualificato | 6  | 3  | 3 | 0 | 50,00   | 7  | 4  | +3  |
| Dal 2023       | Comore        | Amichevoli                |                              | 3  | 2  | 1 | 0 | 66,67   | 6  | 1  | +5  |
| Totale Comore  | Totale Comore | Totale Comore             | Totale Comore                | 18 | 10 | 5 | 3 | 55,56   | 27 | 14 | +13 |

#### Panchine da commissario tecnico della nazionale comoriana
| Cronologia completa delle presenze e delle reti in nazionale ― Comore | Cronologia completa delle presenze e delle reti in nazionale ― Comore | Cronologia completa delle presenze e delle reti in nazionale ― Comore | Cronologia completa delle presenze e delle reti in nazionale ― Comore | Cronologia completa delle presenze e delle reti in nazionale ― Comore | Cronologia completa delle presenze e delle reti in nazionale ― Comore | Cronologia completa delle presenze e delle reti in nazionale ― Comore | Cronologia completa delle presenze e delle reti in nazionale ― Comore |
| Data                                                                  | Città                                                                 | In casa                                                               | Risultato                                                             | Ospiti                                                                | Competizione                                                          | Reti                                                                  | Note                                                                  |
| --------------------------------------------------------------------- | --------------------------------------------------------------------- | --------------------------------------------------------------------- | --------------------------------------------------------------------- | --------------------------------------------------------------------- | --------------------------------------------------------------------- | --------------------------------------------------------------------- | --------------------------------------------------------------------- |
| 17-10-2023                                                            | Mallemort                                                             | Capo Verde                                                            | 1 – 2                                                                 | Comore                                                                | Amichevole                                                            | El Amine Younes Adel Mahamoud                                         |                                                                       |
| 17-11-2023                                                            | Moroni                                                                | Comore                                                                | 4 – 2                                                                 | Rep. Centrafricana                                                    | Qual. Mondiali 2026                                                   | Kassim M'Dahoma Benjaloud Youssouf Rafiki Saïd Myziane Maolida        | Cap: F.Selemani                                                       |
| 21-11-2023                                                            | Moroni                                                                | Comore                                                                | 1 – 0                                                                 | Ghana                                                                 | Qual. Mondiali 2026                                                   | Myziane Maolida                                                       | Cap: Y.M'Changama                                                     |
| 22-3-2024                                                             | Marrakech                                                             | Comore                                                                | 4 – 0                                                                 | Uganda                                                                | Amichevole                                                            | 2 Rafiki Saïd 2 Faïz Selemani 1 (rig.)                                | Cap: Y.M'Changama                                                     |
| 25-3-2024                                                             | Marrakech                                                             | Comore                                                                | 0 – 0                                                                 | Angola                                                                | Amichevole                                                            | -                                                                     | Cap: Y.M'Changama                                                     |
| 7-6-2024                                                              | Johannesburg                                                          | Madagascar                                                            | 2 – 1                                                                 | Comore                                                                | Qual. Mondiali 2026                                                   | El Fardou Ben Nabouhane                                               | Cap: Y.M'Changama                                                     |
| 11-6-2024                                                             | Oujda                                                                 | Ciad                                                                  | 0 – 2                                                                 | Comore                                                                | Qual. Mondiali 2026                                                   | Myziane Maolida El Fardou Ben Nabouhane                               | Cap: Y.M'Changama                                                     |
| 27-6-2024                                                             | Gqeberha                                                              | Comore                                                                | 0 – 1                                                                 | Zimbabwe                                                              | Coppa COSAFA 2024 1º turno                                            | -                                                                     | Cap: K.Hadji                                                          |
| 30-6-2024                                                             | Ibhayi                                                                | Kenya                                                                 | 0 – 2                                                                 | Comore                                                                | Coppa COSAFA 2024 1º turno                                            | 2 Affane Said Djambae 1 (rig.)                                        | Cap: K.Hadji                                                          |
| 2-7-2024                                                              | Gqeberha                                                              | Comore                                                                | 1 – 0                                                                 | Zambia                                                                | Coppa COSAFA 2024 1º turno                                            | Ibroihim Youssouf                                                     | Cap: I.Youssouf                                                       |
| 5-7-2024                                                              | Gqeberha                                                              | Comore                                                                | 1 – 2                                                                 | Angola                                                                | Coppa COSAFA 2024 Semifinale                                          | Ibroihim Youssouf (rig.)                                              | Cap: I.Youssouf                                                       |
| 7-7-2024                                                              | Gqeberha                                                              | Comore                                                                | 2 – 2 (1 - 3 dtr)                                                     | Mozambico                                                             | Coppa COSAFA 2024 Finale 3º-4º posto                                  | Kasim Hadji Ibroihim Youssouf                                         | Cap: I.Youssouf                                                       |
| 4-9-2024                                                              | El Jadida                                                             | Comore                                                                | 1 – 1                                                                 | Gambia                                                                | Qual. Coppa d'Africa 2025                                             | Youssouf M'Changama                                                   | Cap: Y.M'Changama                                                     |
| 9-9-2024                                                              | Radès                                                                 | Madagascar                                                            | 1 – 1                                                                 | Comore                                                                | Qual. Coppa d'Africa 2025                                             | Youssouf M'Changama                                                   | Cap: Y.M'Changama                                                     |
| 11-10-2024                                                            | Radès                                                                 | Tunisia                                                               | 0 – 1                                                                 | Comore                                                                | Qual. Coppa d'Africa 2025                                             | Rafiki Saïd                                                           | Cap: F.Selemani                                                       |
| 14-10-2024                                                            | Abidjan                                                               | Comore                                                                | 1 – 1                                                                 | Tunisia                                                               | Qual. Coppa d'Africa 2025                                             | Faïz Selemani                                                         | Cap: F.Selemani                                                       |
| 15-11-2024                                                            | Berkane                                                               | Gambia                                                                | 1 – 2                                                                 | Comore                                                                | Qual. Coppa d'Africa 2025                                             | Rafiki Saïd Myziane Maolida                                           | Cap: Y.M'Changama                                                     |
| 18-11-2024                                                            | al-Hoseyma                                                            | Comore                                                                | 1 – 0                                                                 | Madagascar                                                            | Qual. Coppa d'Africa 2025                                             | Yacine Bourhane                                                       | Cap: F.Selemani                                                       |
| Totale                                                                |                                                                       | Presenze                                                              | 18                                                                    |                                                                       | Reti                                                                  | 27                                                                    |                                                                       |

## Palmarès

### Allenatore

#### Club
- Campionato libico di calcio: 1

Al Ittihad: 2009-2010
- Coppa di Palestina

Ahli al-Khalil: 2015
- Coppa di Lega palestinese

Ahli al-Khalil: 2015
- Supercoppa di Palestina

Ahli al-Khalil: 2015
- Supercoppa West Bank

Ahli al-Khalil: 2015